# Jane Poupelet
Jane Poupelet, née le 19 avril 1874 à Clauzure, lieu-dit de Saint-Paul-Lizonne (Dordogne) et morte le 17 octobre 1932 à Talence (Gironde), est une sculptrice et dessinatrice française.
Elle excelle dans la sculpture animalière et les nus féminins.

## Biographie

### Famille
Marie Marcelle Jane Poupelet, fille d'un avocat et sous-préfet, naît en 1874 à Saint-Paul-Lizonne, dans une famille maternelle d'origine noble, composée de notaires royaux et de marchands papetiers ou tanneurs. Après une enfance passée au château de la Gauterie à Clauzure, elle suit son père, inscrit au barreau de Bordeaux, avec sa famille de quatre enfants en 1882. 

### Formation
Jane Poupelet étudie à l'École des beaux-arts de Bordeaux, où elle est la première femme admise, en 1892, elle obtient un diplôme de professeur de dessin. Insatisfaite de l'enseignement académique qu'elle reçoit, elle effectue un bref passage à l'Académie Julian à Paris dans l’atelier de Denys Puech. Elle fréquente les cercles constitués autour d'Auguste Rodin et d'Antoine Bourdelle. Amie de Gaston Schnegg, elle côtoie les artistes américains et les groupes féministes anglo-saxons. 
Entre 1897 et 1900, elle poursuit sa formation auprès du sculpteur Lucien Schnegg, qui réalise notamment son portrait (conservé au musée d'Orsay à Paris).  

### Carrière artistique
De 1899 à 1901, Jane Poupelet expose au Salon sous le pseudonyme masculin de Simon de la Vergne. C'est ainsi que, sans savoir qu'il s'agissait d'une femme, le jury lui attribue une médaille de bronze pour sa Fontaine décorative (1900). 
En 1904, après ses participations au Salon, la Société nationale des Beaux-Arts lui attribue une bourse de voyage. Ce programme, créé en 1881, permet aux jeunes artistes de voyager à l’étranger pour enrichir leur formation et découvrir de nouvelles inspirations. Tout au long de sa carrière, elle bénéficie également du soutien du « bureau des travaux d’art », qui acquiert plusieurs de ses œuvres pour l’État. Elle l'utilise pour voyager dans les pays méditerranéens, notamment en Italie, Tunisie, Algérie et Espagne.
En 1910, son bronze Femme à sa toilette est acheté après son exposition à la galerie Georges Petit.
Pendant la Première Guerre mondiale, elle suspend son travail personnel pour se consacrer à la fabrication de jouets en bois au profit d'œuvres caritatives. Engagée auprès de la Croix-Rouge américaine, elle rejoint à partir de 1918 le Studio for Portrait Masks en modelant, avec l'Américaine Anna Ladd et le Français Robert Wlérick, des masques pour les gueules cassées à partir de photographies. Les masques moulés à la cire sur les visages sont remodelés, puis avec le procédé de la galvanoplastie tirés en cuivre et ornés d'émail peint afin de donner l'illusion de la peau,. Entre 1917 et 1920 leur atelier, Studio for Portrait Masks, est installé au 86, rue Notre-Dame-des-Champs à Paris. 
En 1918, un autre nu féminin est acquis lors du Salon du Petit Palais, suivi de Femme endormie en 1923 au Salon des Tuileries. En 1928, une rétrospective de ses œuvres est organisée à la galerie Bernier, où l’État achète une sculpture en bronze représentant une vache pour 10 000 francs, marquant la reconnaissance croissante de l’artiste. En 1929, deux de ses dessins sont également acquis pour le musée du Luxembourg, sur recommandation du comité consultatif des musées nationaux. 
Elle est élue présidente de la Société nationale des beaux-arts en 1921. 
Vice-présidente du Salon des indépendants, elle encourage de nombreux artistes comme Aristide Maillol, René Iché ou Mateo Hernández (es).
Affaiblie par la maladie dans ses dernières années, elle abandonne la sculpture pour se consacrer au dessin. Elle continue de représenter des animaux et des corps féminins dans des postures quotidiennes. En 1928, elle est faite chevalier de la Légion d'honneur. En 1932, elle fonde, avec François Pompon, le « Groupe des XII », un collectif réunissant douze peintres et sculpteurs spécialisés dans l'art animalier.
Elle meurt le 17 octobre 1932 à cause du « cancer des fumeurs » et est inhumée  à Saint-Paul-Lizonne.

## Donation des œuvres de Jane Poupelet et reconnaissance posthume
Après la mort de Jane Poupelet en 1932, sa sœur propose de donner ses œuvres restantes au musée du Louvre. Cependant, une règle réserve l'entrée au Louvre plusieurs années après le décès d'un artiste. Les œuvres sont donc d'abord destinées au musée du Luxembourg, avec une exposition rétrospective demandée par la famille.
La donation, qui comprend une statue (Imploration), deux mascarons, douze statuettes d’animaux et soixante-quatre dessins, est acceptée en 1934. Les œuvres sont affectées au musée du Luxembourg, où une exposition est inaugurée le 18 janvier 1935.
Ces œuvres sont aujourd'hui conservées dans le fonds du musée national d'Art moderne, avec certaines déposées dans divers musées régionaux. En 2005, une exposition lui est dédiée au musée La Piscine à Roubaix.
L'exposition itinérante des archives départementales de la Dordogne intitulée Femmes de Dordogne, retour aux sources, ainsi que dans le catalogue qui l'accompagne, met en lumière Jane Poupelet, ainsi que d'autres femmes de la Dordogne.

## Thèmes de prédilection

### Nus féminins
Au début de sa carrière, elle sculpte des nus féminins aux formes pleines et sensuelles, marquées par une grâce sévère, reflétant son admiration pour la statuaire antique qu'elle a découverte à Naples.

### Sculpture animalière
Elle se spécialise dans la sculpture animalière, un domaine qui rencontre un grand succès auprès du public et lui assure une source de revenus. Contrairement à la tradition qui privilégie les animaux nobles, elle choisit de sculpter des animaux de la ferme, tels qu'un coq ou une chèvre, en leur donnant des formes géométriques et légèrement schématiques.
Le motif du chat occupe une place récurrente dans l'œuvre de Jane Poupelet. C'est à travers ce thème qu'elle amorce sa production animalière, notamment en présentant cinq études de chats sous forme de presse-papiers lors du Salon de la Société nationale des beaux-arts en 1906. L'artiste explore cette figure tant en sculpture qu'en dessin, réalisant notamment des esquisses mettant en valeur cet animal.

## Technique artistique
Pour réaliser ses œuvres uniques, Jane Poupelet invente une technique propre à elle : elle façonne d'abord une pièce en terre glaise, puis la moule en plâtre. Elle sculpte ensuite longuement ce moulage avant de le fondre, et enfin, elle cisèle et patine elle-même ses bronzes.

## Œuvres dans les collections publiques
États-Unis
- Boston, musée Isabella-Stewart-Gardner[12].
- Chicago, Art Institute of Chicago[13].
- Cleveland, Cleveland Museum of Art[14].
- New York :
  - Brooklyn Museum ;
  - Metropolitan Museum of Art[15] ;
  - Museum of Modern Art[16].

France
- Boulogne-Billancourt, musée des Années Trente.
- Calais, musée des Beaux-Arts :
  - Lapin couché, 1905, bronze[17] ;
  - Lapin couché, 1930[18]
  - Lapin à l'oreille dressée, 1905, bronze.
- Cambrai, musée de Cambrai.
- Paris :
  - musée d'Orsay :
    - Lucien Schnegg, 1897, marbre[19] ;
    - Lucien Schnegg, 1901, plâtre ;
    - Anon, vers 1907, bronze.

  - musée national d'Art moderne :
    - Canard s'épluchant, 1904, bronze doré et verni[20] ;
    - Chien couché, 1902, encre sur papier ;
    - Chat couché, 1902, encre sur papier ;
    - Mouton couché, 1902, sépia sur papier ;
    - Truie couchée, 1902, sépia sur papier ;
    - Âne et ânon broutant, 1904, encre de Chine sur papier gris ;
    - Trois vaches, 1904, encre de Chine et sépia sur papier ;
    - Deux vaches, 1904, sépia sur papier ;
    - Veau, 1904, sépia et sanguine sur papier gris ;
    - Vache couchée, 1904, encre de Chine sur papier ;
    - Femme à sa toilette, 1906[21].
    - Chat couché, 1904, bronze - en dépôt au Centre de création industrielle en 1994
- Périgueux, musée d'Art et d'Archéologie du Périgord :
  - Baigneuse descendant dans l'eau[22], statuette[23] ;
  - L'Enterrement d'un enfant en Périgord[22], groupe sculpté en plâtre[23].
- Reims, musée des Beaux-Arts : Le Veau, crayon graphite, encre brune et lavis d'encre sur papier contrecollé sur carton.
- Roubaix, 
  - La Piscine Chèvre couchée, 1902, bronze doré[24].

- Vire, musée de Vire : Vache, 1905, bronze doré[25].

République tchèque
- Prague, Galerie nationale de Prague.

## Œuvres de Jane Poupelet

Chat dormant, entre 1900 et 1932, Cleveland Museum of Art.
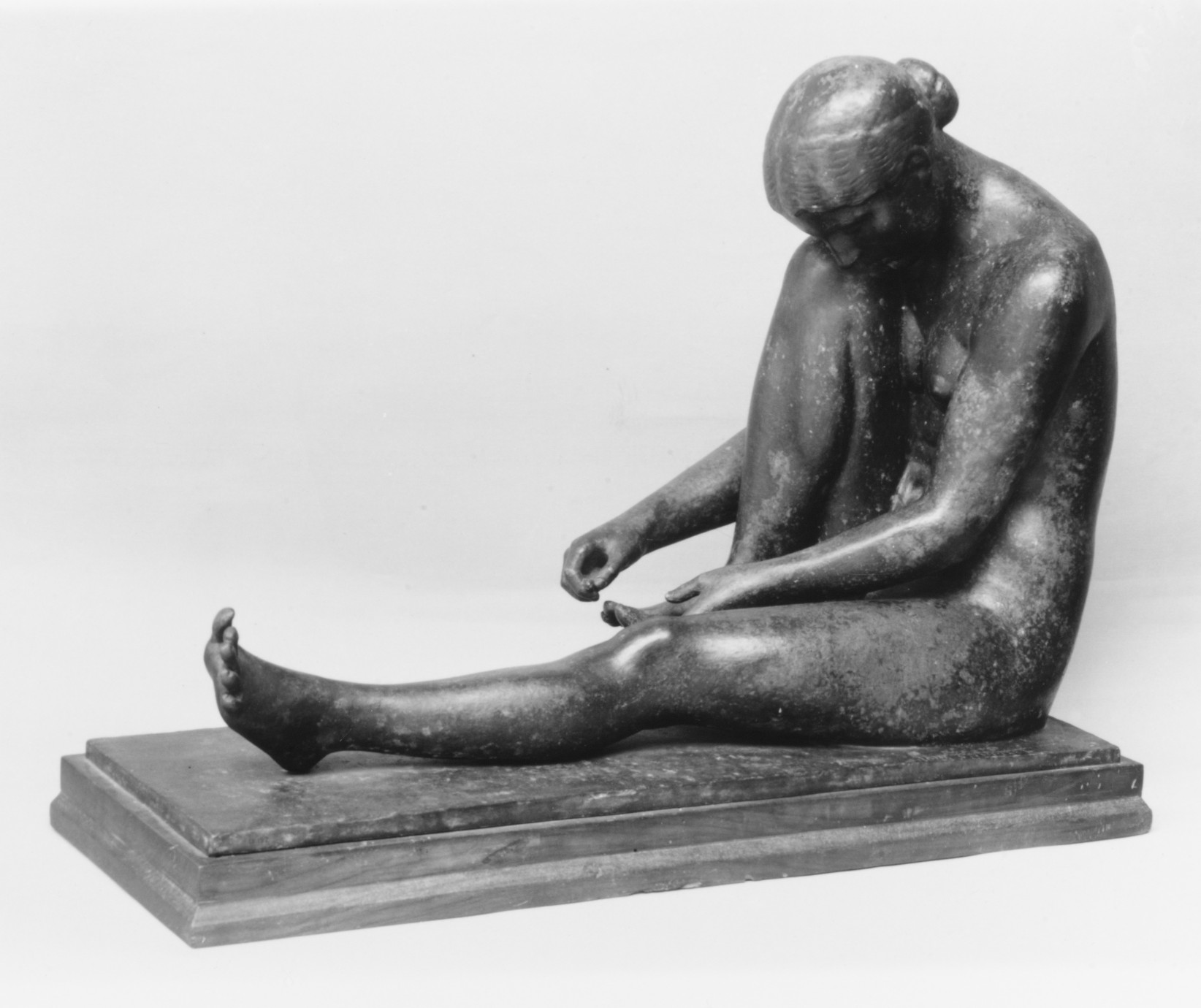
Femme à sa toilette, 1909, New York, Metropolitan Museum of Art.
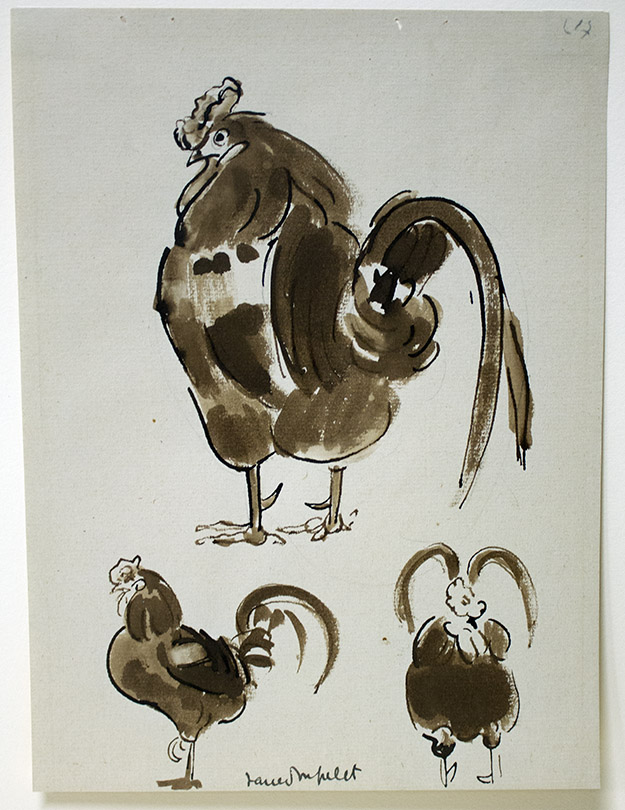
Coqs, vers 1925, New York, Metropolitan Museum of Art.
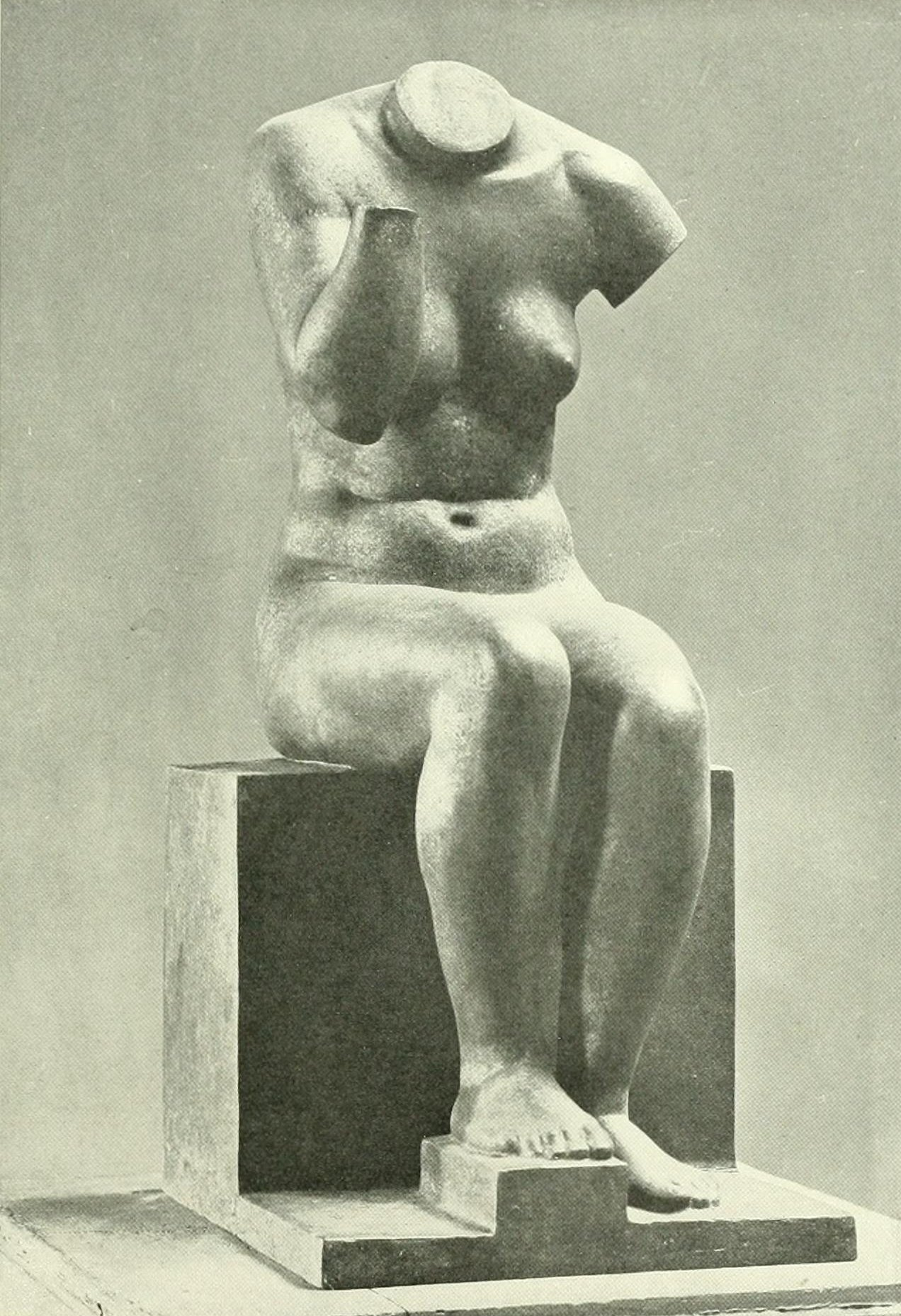
Torse de femme, bronze, localisation inconnue.

## Décoration
- Chevalier de la Légion d'honneur en 1928[26],[21].

## Hommages
Plusieurs voies portent le nom de la sculptrice et dessinatrice :
- en Dordogne :
  - à Chassaignes, la route Jane-Poupelet[27],
  - l'impasse Jane-Poupelet dans la commune d'Eyraud-Crempse-Maurens[28],
  - à Périgueux, la place située derrière le musée d'Art et d'Archéologie du Périgord, à l'angle des rues Fénelon, Judaïque et Saint-Joseph est nommée place Jane-Poupelet[22]. Lors de son discours d'inauguration, le 8 mars 2024, la maire Delphine Labails déclare que Jane Poupelet est « une immense artiste et périgourdine mais son nom a été progressivement éclipsé » et qu'elle est « heureuse et fière qu'il soit remis à l'honneur et inscrit à jamais sur les murs de notre ville »,
  - à Saint-Paul-Lizonne la rue Jane-Poupelet[29] ;
- dans la Sarthe, au Mans, l'impasse Jane-Poupelet[30].

Jean-Marc Rochette lui rend hommage à travers le personnage d'une sculptrice réparant les gueules cassées au nom de Jeanne Sauvage dans le roman graphique La Dernière Reine.